# Феофіл Сльозоточивий

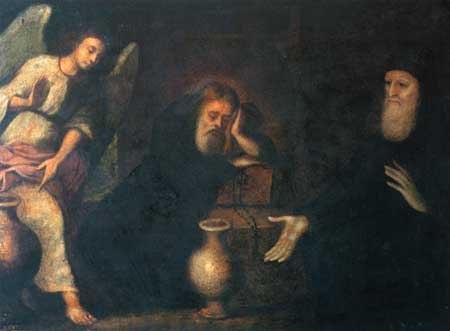
Преподобний Феофіл Сльозоточивий та брат його Йоан Богоугодний.

Феофіл Сльозоточивий (11 - 12 століття, Київ) — православний святий, старший брат Йоана. Чернець Печерського монастиря. Преподобний. 
Згідно з "Патериком Печерським", прп. Феофіл був старшим братом прп. Йоана, також печерського ченця. Оскільки вони не хотіли розлучатися і після смерті, то попросили Марка Гробокопача приготувати для них спільне місце поховання. Коли Йоан помер, він був похований у печері на верхньому місці, де Феофіл мав бути похований як старший. Коли Феофіл це побачив, він почав дорікати Марку, за те, що той поклав покійного на його місце. Преподобний Марко наказав небіжчикові піднятися й перелягти на нижче місце, а Феофілу провістив, що той незабаром помре. Таке чудо спонукало Феофіла до каяття за свої гордощі. Він почав постійно постити і каятись, чекаючи смертної години. Від безупинної скорботи й постійного плачу він осліп, прозрівши, за передсмертним пророцтвом того ж прп. Марка, за три дні до своєї кончини. 

В акафісті всім Печерським преподобним про нього сказано: 
|  | «Радуйся, Феофіле, бо братнім послухом від гніву зцілився ти; радуйся, бо замість гніву сльозами і умиленням ти збагатився». |

Його мощі спочивають у Ближніх печерах.
Пам'ять 28 вересня і 29 грудня. 

## Джерело
- Словник персоналій Національного Києво-Печерського історико-культурного заповідника[недоступне посилання з липня 2019] — ресурс використано за дозволом видавця.